# Diplazium
Diplazium (lat. Diplazium), veliki rod papratnica iz porodice Athyriaceae.
Na popisu je 486 vrsta raširenih po svim kontinentima.

## Vrste
1. Diplazium aberrans Maxon & Morton
2. Diplazium acanthopus C. Chr.
3. Diplazium aculeatum Alderw.
4. Diplazium adnatum Mynssen & Sylvestre
5. Diplazium aequibasale (Baker) C. Chr.
6. Diplazium albidosquamatum Alderw.
7. Diplazium alienum (Mett.) Hieron.
8. Diplazium altissimum (Jenman) C. Chr.
9. Diplazium ambiguum Raddi
10. Diplazium andapense (Tardieu) Rakotondr.
11. Diplazium andicola (Stolze) M. Kessler & A. R. Sm.
12. Diplazium andinum (Pacheco & R. C. Moran) M. Kessler & A. R. Sm.
13. Diplazium angulosum C. Chr.
14. Diplazium angustatum Amann
15. Diplazium angustipinna (Holttum) Holttum
16. Diplazium angustisquamatum (Holttum) Parris
17. Diplazium antioquiense A. Rojas
18. Diplazium apatelium Alderw.
19. Diplazium aphanoneuron Ohwi
20. Diplazium apollinaris L'Herm. ex Fée
21. Diplazium arayae A. Rojas
22. Diplazium arborescens (Bory) Sw.
23. Diplazium arboreum (Willd.) C. Presl
24. Diplazium armatum (Copel.) Holttum
25. Diplazium arnottii Brack.
26. Diplazium asperulum Alderw.
27. Diplazium assimile (Endl.) Bedd.
28. Diplazium asterothrix C. Chr.
29. Diplazium asymmetricum Praptosuwiryo
30. Diplazium atirrense (Donn. Sm.) Lellinger
31. Diplazium atratum Christ
32. Diplazium atropurpureum Rosenst.
33. Diplazium atrosquamosum (Copel.) C. Chr.
34. Diplazium australe (R. Br.) Wakef.
35. Diplazium avitaguense Hieron.
36. Diplazium baishanzuense (Ching & P.S.Chiu ex W.M.Chu & Z.R.He) Z.R.He
37. Diplazium balliviani Rosenst.
38. Diplazium banglum Fraser-Jenk. & Pasha
39. Diplazium bantamense Blume
40. Diplazium barbatum C. Chr.
41. Diplazium barisanicum (Baker) C. Chr.
42. Diplazium basahense Ching
43. Diplazium batuayauense Praptosuwiryo
44. Diplazium beddomei C. Chr.
45. Diplazium bellum (C. B. Clarke) Bir
46. Diplazium betimusense Alderw.
47. Diplazium bicolor Stolze
48. Diplazium biolleyi Christ
49. Diplazium bipinnatum M. Kessler & A. R. Sm.
50. Diplazium birgeri C. Chr.
51. Diplazium bittyuense Tagawa
52. Diplazium bogotense (H. Karst.)
53. Diplazium bolivianum M. Kessler & A. R. Sm.
54. Diplazium bolsteri Copel.
55. Diplazium bombonasae Rosenst.
56. Diplazium bostockii D. L. Jones
57. Diplazium bouffordii Fraser-Jenk. & Pariyar
58. Diplazium brachycarpum Mynssen & Sylvestre
59. Diplazium brachylobum (Sledge) Manickam & Irudayaraj
60. Diplazium brachysoroides Copel.
61. Diplazium brausei Rosenst.
62. Diplazium brevipes (Baker) C. Chr.
63. Diplazium brooksii (Copel.) C. Chr.
64. Diplazium buchtienii Rosenst.
65. Diplazium bulbiferum Brack.
66. Diplazium burmanicum Ching apud W.M.Chu & Z.R.He
67. Diplazium calliphyllum (Copel.) M. G. Price
68. Diplazium calogrammoides (Ching ex W.M.Chu & Z.R.He) Z.R.He
69. Diplazium caracasanum  (Willd.) Kunze ex T. Moore
70. Diplazium cariomorphum Alderw.
71. Diplazium carnosum Christ
72. Diplazium caudatum (Cav.) Jermy
73. Diplazium celtidifolium Kunze
74. Diplazium centripetale (Baker) Maxon
75. Diplazium ceramicum (Miq.) C. Chr.
76. Diplazium ceratolepis (Christ) Christ
77. Diplazium changjiangense Z. R. He
78. Diplazium chattagramicum (C. B. Clarke) Ching
79. Diplazium chimboanum (Sodiro) C. Chr.
80. Diplazium chimborazense (Spruce) Christ
81. Diplazium chimuense C. D. Adams
82. Diplazium chinense (Baker) C. Chr.
83. Diplazium chioui T. C. Hsu
84. Diplazium chiriquense C. D. Adams
85. Diplazium chirripoense A. Rojas
86. Diplazium chocoense (Triana) Hieron.
87. Diplazium christii C. Chr.
88. Diplazium ciliatum M. G. Price
89. Diplazium cominsii (Baker) C. Chr.
90. Diplazium condorense Pacheco & A. R. Sm.
91. Diplazium consacense Hieron.
92. Diplazium conterminum Christ
93. Diplazium corderoi (Sodiro) Diels
94. Diplazium cordifolium Blume
95. Diplazium cornutum A. Rojas
96. Diplazium costale (Sw.) C. Presl
97. Diplazium costulisorum (Copel.) C. Chr.
98. Diplazium crameri Praptosuwiryo
99. Diplazium crassirhizoma A. Rojas
100. Diplazium crassiusculum Ching
101. Diplazium crenauritum Fraser-Jenk.
102. Diplazium crinitum (Baker) C. Chr.
103. Diplazium cristatum (Desr.) Alston
104. Diplazium cristovalense (Baker) C. W. Chen
105. Diplazium croatianum C. D. Adams
106. Diplazium cultratum C. Presl
107. Diplazium cultrifolium (L.) Kunze
108. Diplazium cumingii (C. Presl) C. Chr.
109. Diplazium cuneifolium Rosenst.
110. Diplazium curtisii (Holttum) Holttum
111. Diplazium cyatheifolium (Rich.) C. Presl
112. Diplazium dameriae Pic. Serm.
113. Diplazium davaoense Copel.
114. Diplazium deciduum N. Ohta & M. Takamiya
115. Diplazium decompositum (Copel.) Parris
116. Diplazium decurrens Bedd.
117. Diplazium deltoideum (C. Presl) C. Presl
118. Diplazium densisquamatum Praptosuwiryo
119. Diplazium dielsii (Brause) Holttum
120. Diplazium dietrichianum (Luerss.) C. Chr.
121. Diplazium dilatatum Blume
122. Diplazium dinghushanicum (Ching & S. H. Wu) Z. R. He
123. Diplazium diplazioides (Klotzsch & H. Karst.) Alston
124. Diplazium divergens Rosenst.
125. Diplazium divisissimum (Baker) Christ
126. Diplazium doederleinii (Luerss.) Makino
127. Diplazium donianum (Mett.) Tardieu
128. Diplazium donnell-smithii Christ
129. Diplazium drepanolobium A. R. Sm.
130. Diplazium dulongjiangense (W. M. Chu) Z. R. He
131. Diplazium dushanense (Ching ex W.M.Chu & Z.R.He) R.Wei & X.C.Zhang
132. Diplazium echinatum C. Chr.
133. Diplazium egenolfioides M. G. Price
134. Diplazium ellipticum (Copel.) C. Chr.
135. Diplazium errans Lorea-Hern. & A. R. Sm.
136. Diplazium esculentoides M. Kato
137. Diplazium esculentum (Retz.) Sw.
138. Diplazium exindusiatum M. Kessler & A. R. Sm.
139. Diplazium expansum Willd.
140. Diplazium fadyenii (Hook.) Proctor
141. Diplazium falcinellum C. Chr.
142. Diplazium fauriei Christ
143. Diplazium filamentosum (Roxb.) Cronk
144. Diplazium fimbriatum Mynssen & F. B. Matos
145. Diplazium flexuosum (C. Presl) C. Presl
146. Diplazium florensiae (Rakotondr.) Rouhan & L. Y. Kuo
147. Diplazium forbesii (Baker) C. Chr.
148. Diplazium fosbergii (Copel.) C. V. Morton
149. Diplazium franconis Liebm.
150. Diplazium fraxinifolium C. Presl
151. Diplazium fructuosum Copel.
152. Diplazium fuenzalidae Espinosa
153. Diplazium fuertesii Brause
154. Diplazium fuliginosum (Hook.) M. G. Price
155. Diplazium furculicolum Alderw.
156. Diplazium geophilum (Copel.) Alderw.
157. Diplazium gillespiei (Copel.) M. Kato
158. Diplazium godmanii (Baker) C. Chr.
159. Diplazium gomezianum C. D. Adams
160. Diplazium gracilescens (Mett.) T. Moore ex R. Knuth
161. Diplazium grandifolium (Sw.) Sw.
162. Diplazium grantii (Copel.) C. Chr.
163. Diplazium grashoffii Rosenst.
164. Diplazium griffithii (T. Moore) Diels
165. Diplazium hachijoense Nakai
166. Diplazium hainanense Ching
167. Diplazium halimunense Praptosuwiryo
168. Diplazium hammelianum C. D. Adams
169. Diplazium harpeodes T. Moore
170. Diplazium hayatamae N. Ohta & M. Takamiya
171. Diplazium hellwigii Mickel & Beitel
172. Diplazium herbaceum Fée
173. Diplazium heterocarpum Ching
174. Diplazium hewittii (Copel.) C. Chr.
175. Diplazium hians Kunze ex Klotzsch
176. Diplazium hieronymi (Sodiro) C. Chr.
177. Diplazium himalayense (Ching) Panigrahi
178. Diplazium hirsutipes (Bedd.) B. K. Nayar & Kaur
179. Diplazium hirtipes Christ
180. Diplazium hirtisquama (Ching & W. M. Chu) Z. R. He
181. Diplazium holttumii Hovenkamp
182. Diplazium hottae Tagawa
183. Diplazium humbertii (C. Chr.) Pic. Serm.
184. Diplazium huttonii (Baker) C. Chr.
185. Diplazium hyalinum A. Rojas
186. Diplazium hymenodes (Mett.) Á. Löve & D. Löve
187. Diplazium immensum Stolze
188. Diplazium incomptum Tagawa
189. Diplazium ingens Christ
190. Diplazium insigne Holttum
191. Diplazium integrifolium Blume
192. Diplazium irigense (Copel.) M.G.Price
193. Diplazium jinfoshanicola (W.M.Chu) Z.R.He
194. Diplazium jinpingense (W.M.Chu) Z.R.He
195. Diplazium kansuense (Ching & Y.P.Hsu) Z.R.He
196. Diplazium kappanense Hayata
197. Diplazium kawakamii Hayata
198. Diplazium ketagalaniorum T. C. Hsu
199. Diplazium khullarii Fraser-Jenk.
200. Diplazium kidoi Kurata
201. Diplazium kunstleri Holttum
202. Diplazium kuoi T. C. Hsu
203. Diplazium laevipes C. Chr.
204. Diplazium laffanianum (Baker) C. Chr.
205. Diplazium lanceolatum A. Rojas
206. Diplazium latifolium (D. Don) T. Moore
207. Diplazium latilobum (Copel.) Parris
208. Diplazium latipinnulum (Ching & W.M.Chu) Z.R.He
209. Diplazium latisectum Rosend.
210. Diplazium latisquamatum Holttum
211. Diplazium laxifrons Rosenst.
212. Diplazium legalloi Proctor
213. Diplazium lellingeri Pacheco
214. Diplazium leptocarpon Fée
215. Diplazium leptogrammoides (Sodiro) C. Chr.
216. Diplazium leptophyllum Christ
217. Diplazium lherminieri Fée
218. Diplazium lilloi (Hicken) R.M.Tryon & A.F.Tryon
219. Diplazium lindbergii (Mett.) Christ
220. Diplazium lobatum (Tagawa) Tagawa
221. Diplazium lobbianum T. Moore
222. Diplazium loerzingii Praptosuwiryo
223. Diplazium lomariaceum (Christ) M. G. Price
224. Diplazium lonchophyllum Kunze
225. Diplazium longicarpum Kodama
226. Diplazium longifolium D. Don ex T. Moore
227. Diplazium longipes Fée
228. Diplazium lustrosum A. Rojas
229. Diplazium macrodictyon (Baker) Diels
230. Diplazium macrophyllum Desv.
231. Diplazium magnificum (Copel.) M. G. Price
232. Diplazium manickamii Fraser-Jenk. & Kholia
233. Diplazium maonense Ching
234. Diplazium mapiriense Rosenst.
235. Diplazium marojejyense (Tardieu) J. P. Roux
236. Diplazium matamense A. Rojas
237. Diplazium matangense C. Chr.
238. Diplazium mattogrossense Samp.
239. Diplazium maximum (D. Don) C. Chr.
240. Diplazium megaphyllum (Baker) Christ
241. Diplazium megasegmentum Praptosuwiryo
242. Diplazium megasimplicifolium Praptosuwiryo
243. Diplazium megistophyllum (Copel.) Tagawa
244. Diplazium meijeri Praptosuwiryo
245. Diplazium melanocaulon Brack.
246. Diplazium melanochlamys (Hook.) T. Moore
247. Diplazium melanolepis Alderw.
248. Diplazium melanopodium Fée
249. Diplazium melanosorum (Sodiro) C. Chr.
250. Diplazium mesocarpum Alderw.
251. Diplazium metcalfii Ching
252. Diplazium mettenianum (Miq.) C. Chr.
253. Diplazium mickelii Mynssen & Sylvestre
254. Diplazium microphyllum Desv.
255. Diplazium mildei (Kuhn) C. Chr.
256. Diplazium mixtum (Roxb.) C. V. Morton
257. Diplazium moccennianum (Sodiro) C. Chr.
258. Diplazium mollifrons (C. Chr.) M. G. Price
259. Diplazium molokaiense W. J. Rob.
260. Diplazium moluccanum Rosenst.
261. Diplazium montediabloense Proctor
262. Diplazium moranii C. D. Adams
263. Diplazium moritzianum Stolze
264. Diplazium morogorense J. P. Roux
265. Diplazium moultonii (Copel.) Tagawa
266. Diplazium multigemmatum Lellinger
267. Diplazium muricatum (Mett.) Alderw.
268. Diplazium murkele Hovenkamp
269. Diplazium mutabile Hovenkamp
270. Diplazium mutilum Kunze
271. Diplazium myriomerum (Christ) Lellinger
272. Diplazium nagalandicum Fraser-Jenk., Odyuo & D.K.Roy
273. Diplazium nanchuanicum (W.M.Chu) R.Wei & X.C.Zhang
274. Diplazium navarrense Lellinger
275. Diplazium navarretei Stolze
276. Diplazium neglectum (H. Karst.) C. Chr.
277. Diplazium nelsonianum A. Rojas
278. Diplazium nemorale (Baker) Schelpe
279. Diplazium nervosum (Mett.) Diels
280. Diplazium nicotianifolium (Mett.) C. Chr.
281. Diplazium nigrosquamosum (Ching ex W.M.Chu & Z.R.He) Z.R.He
282. Diplazium nipponicolum (Ohwi) comb. ined.
283. Diplazium nitens Rosenst.
284. Diplazium novoguineense (Rosenst.) Hieron.
285. Diplazium nymanii Hieron.
286. Diplazium oblongifolium (Hook.) Jermy
287. Diplazium obscurum Christ
288. Diplazium oellgaardii Stolze
289. Diplazium okinawaense Tagawa
290. Diplazium okudairae Makino
291. Diplazium oligosorum Copel.
292. Diplazium opacifolium Alderw.
293. Diplazium ordinatum (Christ) Lellinger
294. Diplazium oreophilum Underw. & Maxon
295. Diplazium ottonis Klotzsch
296. Diplazium ovatum (W.M.Chu ex Ching & Z.Y.Liu) R.Wei & X.C.Zhang
297. Diplazium owaseanum Kurata
298. Diplazium pactile Lellinger
299. Diplazium palaviense Stolze
300. Diplazium pallidum (Blume) T. Moore
301. Diplazium palmense Rosenst.
302. Diplazium panamense C. D. Adams
303. Diplazium paradoxum Fée
304. Diplazium parallelivenium Praptosuwiryo
305. Diplazium paucijugum Stolze
306. Diplazium paucipinnum Stolze
307. Diplazium pectinatum (Fée) C. Chr.
308. Diplazium pedatum Klotzsch
309. Diplazium pedicellatum (Copel.) Parris
310. Diplazium permirabile Alderw.
311. Diplazium perrotetii (Tardieu) Tagawa
312. Diplazium peruvianum Mynssen & Sylvestre
313. Diplazium petiolare C. Presl
314. Diplazium petiolulatum (Stolze) A.R.Sm.
315. Diplazium petri Tardieu
316. Diplazium pinatubicum M. G. Price
317. Diplazium pinfaense Ching
318. Diplazium pinnatifidopinnatum (Hook.) T. Moore
319. Diplazium pinnatifidum Kunze
320. Diplazium plantaginifolium (L.) Urb.
321. Diplazium platychlamys C. Chr.
322. Diplazium poiense C. Chr.
323. Diplazium polycarpum (Copel.) C. Chr.
324. Diplazium polypodioides Blume
325. Diplazium ponapense (Copel.) Hosok.
326. Diplazium popayanense Hieron.
327. Diplazium porphyrorachis (Baker) Diels
328. Diplazium portugesense A. Rojas
329. Diplazium prionophyllum Kunze
330. Diplazium procumbens Holttum
331. Diplazium profluens Praptosuwiryo
332. Diplazium proliferum (Lam.) Thouars
333. Diplazium prolongatum Rosenst.
334. Diplazium prominulum Maxon
335. Diplazium propinquum (Copel.) Alderw.
336. Diplazium protensum Rosenst.
337. Diplazium pseudocarnosum A. Rojas
338. Diplazium pseudocyatheifolium Rosenst.
339. Diplazium pseudodoederleinii Hayata
340. Diplazium pseudoporrectum Hieron.
341. Diplazium pseudosetigerum (Christ) Fraser-Jenk.
342. Diplazium pseudoshepherdioides Hieron.
343. Diplazium pseudosylvaticum Panigrahi
344. Diplazium puberulentum Mickel & Beitel
345. Diplazium pulicosum (Hook.) T.Moore
346. Diplazium pullingeri (Baker) J.Sm.
347. Diplazium quadrangulatum (W.M.Chu) Z.R.He
348. Diplazium queenslandicum Tindale
349. Diplazium rapense E. D. Br.
350. Diplazium repandum Blume
351. Diplazium rhoifolium Mett.
352. Diplazium ribae (Pacheco & R.C.Moran) Lellinger
353. Diplazium riedelianum (Bong. ex Kuhn) Kuhn ex C. Chr.
354. Diplazium riparium Holttum
355. Diplazium rivale (Spruce) Diels
356. Diplazium robustum (Sodiro) A. Rojas
357. Diplazium rodriguezii A. Rojas
358. Diplazium roemerianum (Kunze) C. Presl
359. Diplazium roraimense Cremers & K. U. Kramer
360. Diplazium rosenstockii (Copel.) Brownlie
361. Diplazium rostratum Fée
362. Diplazium rubricaule C. Chr.
363. Diplazium salazarianum A. Rojas
364. Diplazium sammatii (Kuhn) C. Chr.
365. Diplazium sanctae-rosae Christ
366. Diplazium sancti-johannis (Copel.) C. V. Morton
367. Diplazium sanderi (C. Chr.) Pacheco
368. Diplazium sandwichianum (C. Presl) Diels
369. Diplazium santanderense A. Rojas
370. Diplazium schkuhrii J. Sm.
371. Diplazium schlechteri Hieron.
372. Diplazium schraderi Hieron.
373. Diplazium schultzei Hieron.
374. Diplazium scotinum Rosenst.
375. Diplazium seemannii T. Moore
376. Diplazium serratifolium Ching
377. Diplazium shepherdioides (Baker) C. Chr.
378. Diplazium siamense C. Chr.
379. Diplazium sibiricum (Turcz. ex Kunze) Kurata
380. Diplazium sibuyanense (Copel.) Alderw.
381. Diplazium sikkimense (C. B. Clarke) C. Chr.
382. Diplazium silvestre Alderw.
383. Diplazium simile (W.M.Chu) R.Wei & X.C.Zhang
384. Diplazium simplicivenium Holttum
385. Diplazium skutchii Lellinger
386. Diplazium solanderi Carruth.
387. Diplazium solutum (Christ) Lellinger
388. Diplazium sorzogonense (C. Presl) C. Presl
389. Diplazium speciosum Blume
390. Diplazium spectabile (Wall. ex Mett.) Ching
391. Diplazium spiniferum Alderw.
392. Diplazium spinulosum Blume
393. Diplazium splendens Ching
394. Diplazium sprucei (Baker) C. Chr.
395. Diplazium squamigerum (Mett.) Matsum.
396. Diplazium squamuligerum (Rosenst.) Parris
397. Diplazium squarrosum K.Iwats. & M.Kato
398. Diplazium stellatopilosum (Brause) Holttum
399. Diplazium stenocarpum (Mett.) C. Chr.
400. Diplazium stenochlamys C. Chr.
401. Diplazium stenolepis Ching
402. Diplazium stipitipinnula Holttum
403. Diplazium stokeyae Proctor
404. Diplazium stoliczkae Bedd.
405. Diplazium stolzei (Pacheco & R. C. Moran) comb. ined.
406. Diplazium striatastrum Lellinger
407. Diplazium striatum (L.) C. Presl
408. Diplazium stuebelianum (Hieron.) Stolze
409. Diplazium stuebelii Hieron.
410. Diplazium subalternisegmentum Praptosuwiryo
411. Diplazium subdilatatum (Ching) Z. R. He
412. Diplazium subintegrum Holttum
413. Diplazium subobliquatum Rosenst.
414. Diplazium subobtusum Rosenst.
415. Diplazium subpolypodioides (Alderw.) Alderw.
416. Diplazium subquadripinnatum (Copel.) Lellinger
417. Diplazium subscabrum (Copel.) C. Chr.
418. Diplazium subserratum (Blume) T. Moore
419. Diplazium subsilvaticum Christ
420. Diplazium subspectabile (Ching & W.M.Chu) R.Wei & X.C.Zhang
421. Diplazium subtripinnatum Nakai
422. Diplazium subvirescens Praptosuwiryo
423. Diplazium succulentum (C. B. Clarke) C. Chr.
424. Diplazium supranitens C. Chr.
425. Diplazium sylvaticum (Bory) Sw.
426. Diplazium symmetricum (Copel.) M. G. Price
427. Diplazium tabacinum Copel.
428. Diplazium tabalosense Hieron.
429. Diplazium tablazianum Christ
430. Diplazium taiwanense Tagawa
431. Diplazium takii Kurata
432. Diplazium tamandarei Rosenst.
433. Diplazium taquetii C. Chr.
434. Diplazium taylorianum (Jenman) Maxon ex Proctor
435. Diplazium tenuifolium (Copel.) Lellinger
436. Diplazium ternatum Liebm.
437. Diplazium tetsu-yamanakae Kurata
438. Diplazium thailandicum Pongkai, Boonkerd & Pollawatn
439. Diplazium tibeticum (Ching & S. K. Wu) Z. R. He
440. Diplazium tomentellum (Rosenst.) L. D. Gómez
441. Diplazium tomentosum Blume
442. Diplazium travancoricum Bedd.
443. Diplazium trianae (Mett.) C. Chr.
444. Diplazium tricholepis C. Chr.
445. Diplazium trinitense Domin
446. Diplazium truncatilobum C. Chr.
447. Diplazium tungurahuae (Sodiro) C. Chr.
448. Diplazium turgidum Rosenst.
449. Diplazium turubalense Rosenst.
450. Diplazium tutense C. D. Adams
451. Diplazium ulugurense Verdc.
452. Diplazium uncidens (Rosenst.) C. Chr.
453. Diplazium unilobum (Poir.) Hieron.
454. Diplazium urbanii (Christ) C. Chr.
455. Diplazium urticifolium Christ
456. Diplazium vanvuurenii Alderw.
457. Diplazium vastum (Mett.) Diels
458. Diplazium velaminosum (Diels) Pic. Serm.
459. Diplazium velutinum Holttum
460. Diplazium venulosum (Baker) Diels
461. Diplazium verapax (Donn. Sm.) Hieron.
462. Diplazium vesiculosum (Sodiro) C. Chr.
463. Diplazium vestitum C. Presl
464. Diplazium virescens Kunze
465. Diplazium viridescens Ching
466. Diplazium wahauense M. Kato, Darnaedi & K. Iwats.
467. Diplazium walkeri Hovenkamp
468. Diplazium wangii Ching
469. Diplazium weinlandii Christ
470. Diplazium welwitschii (Hook.) Diels
471. Diplazium wendtii Mickel & A. R. Sm.
472. Diplazium werckleanum Christ
473. Diplazium wheeleri (Baker) Diels
474. Diplazium whitfordii Copel.
475. Diplazium wichurae (Mett.) Diels
476. Diplazium williamsii Copel.
477. Diplazium wilsonii (Baker) Diels
478. Diplazium wolfii Hieron.
479. Diplazium woodwardioides (C. Presl) Holttum
480. Diplazium xiphophyllum (Baker) C. Chr.
481. Diplazium yakumontanum Tagawa
482. Diplazium yaoshanense (Y. C. Wu) Tardieu
483. Diplazium yinchanianum Zi Y.Liu, H.J.Wei & Y.H.Yan
484. Diplazium yuyoense M.Kessler & A.R.Sm.
485. Diplazium zakamenense (Tardieu) Rakotondr.
486. Diplazium zanzibaricum (Baker) C. Chr.
487. Diplazium × hutohanum Sa. Kurata ex S. Seriz.
488. Diplazium × hybridum W. H. Wagner & D. D. Palmer ined.
489. Diplazium × japono-mettenianum Nakai
490. Diplazium × kanayamaense K. Hori & H. Kanemitsu
491. Diplazium × kashmirianum Fraser-Jenk.
492. Diplazium × kawabatae Kurata
493. Diplazium × magolukui Nakai
494. Diplazium × neobirii Fraser-Jenk.
495. Diplazium × okudairaioides Kurata
496. Diplazium × proliferoides Bory
497. Diplazium × subternatum Testo, Sundue & A. Vasco
498. Diplazium × takamiyae Fraser-Jenk.
499. Diplazium × tertium-maximale Fraser-Jenk.
500. Diplazium × toriianum Kurata
501. Diplazium × torresianum Testo, Sundue & A. Vasco
502. Diplazium × tsukushiense K. Hori & H. Kanemitsu
503. Diplazium × wallichianum Fraser-Jenk.

## Sinonimi
- Allantodia R.Br.
- Anisogonium C.Presl
- Arcasplenium T.Moore
- Brachysorus C.Presl
- Callipteris Bory
- Dictyodroma Ching
- Digrammaria C.Presl
- Hypochlamys Fée
- Lotzea Klotzsch & H.Karst.
- Microstegia C.Presl
- Monomelangium Hayata
- Ochlogramma C.Presl
- Oxygonium C.Presl
- Pteriglyphis Fée